# Senqunyane
Der Senqunyane [sɛ/ᵑǃuˈɲɑnɪ] (vom Flussnamen Senqu und Sesotho nyane ‚klein‘, also „Kleiner Senqu“) ist ein Fluss in Lesotho. Er ist ein rechter Nebenfluss des Senqu, der in Südafrika Oranje bzw. Orange River heißt.

## Geographie
Der Senqunyane entspringt in der westlichsten Bergkette der Maloti-Berge, der Front Range. An seiner Quelle stoßen die drei Distrikte Thaba-Tseka, Berea und Leribe aufeinander. Der Senqunyane fließt erst südwestwärts, dann südwärts. Bei Ha Marakabei trifft er auf die Straße, die von den Lowlands im Westen Lesothos nach Thaba-Tseka führt. Er bildet an seinem Lauf fast überall Distriktgrenzen: Die Grenze der Distrikte Berea und Thaba Tseka verläuft sogar vollständig entlang des Senqunyane. Kurz vor der Mündung erreicht er die Mohale-Talsperre, die zum Lesotho Highland Water Project gehört. Der Senqunyane mündet nach rund 200 Kilometern bei Ha Nkau in den Senqu, der dort die Grenze zwischen den Distrikten Mohale’s Hoek und Quthing bildet. 

## Hydrometrie
Die Abflussmenge des Senqunyane wurde am Pegel Marakabei über die Jahre 1985 bis 2021 in m³/s gemessen.